# Веселовка (Аургазинский район)
Веселовка (баш. Веселовка) — деревня в Тряпинском сельсовете Аургазинского района Республики Башкортостан России.
С 2005 современный статус.

## История
Название происходит от фамилии Веселов.
Статус деревня, сельского населённого пункта, посёлок получил согласно Закону Республики Башкортостан от 20 июля 2005 года N 211-з «О внесении изменений в административно-территориальное устройство Республики Башкортостан в связи с образованием, объединением, упразднением и изменением статуса населенных пунктов, переносом административных центров», ст.1:

6. Изменить статус следующих населенных пунктов, установив тип поселения — деревня:

5) в Аургазинском районе:…

м) поселка Веселовка Тряпинского сельсовета

## Географическое положение
Расстояние до:
- районного центра (Толбазы): 24 км,
- центра сельсовета (Тряпино): 4 км,
- ближайшей железнодорожной станции (Белое Озеро): 13 км

## Население
| 2002 | 2009 | 2010 |
| ---- | ---- | ---- |
| 63   | ↗72  | ↗77  |

Национальный состав
Согласно переписи 2002 года, преобладающая национальность — чуваши (92 %).